# Белов, Александр Борисович
Александр Борисович Белов (род. 20 января 1954, Саратов, РСФСР, СССР) — российский региональный (Чувашская Республика) журналист. Главный редактор чебоксарского бюро сетевого интернет-издания «Правда ПФО» (с 2013).
Лауреат премии Правительства Российской Федерации в области печатных средств массовой информации (2009). Главный редактор газеты Государственного совета Чувашской Республики — «Республика» (1996–1998).

## Биография

### Происхождение
Родился 20 января 1954 года в городе Саратове в еврейской семье. Родители — литературоведы Борис Белов и Зоря Штительман.
В пятилетнем возрасте вместе с матерью уехал во Владивосток к месту службы второго супруга матери — лётчика морской авиации. В дальнейшем вернулся в Саратов, где окончил среднюю школу. В 1971 году поступил на экономический факультет Чувашского государственного университета имени И. Н. Ульянова, который окончил в 1976 году. С 1976 по 1977 год служил в Советской Армии.

### Журналистская деятельность
С 1977 по 1981 год Белов работал корреспондентом новочебоксарской газеты «Градостроитель», заведующим отделом промышленности новочебоксарской городской газеты «Путь к коммунизму». В 1981 году перешёл в республиканскую газету «Советская Чувашия». С 1982 по 1984 год служил офицером — в военно-строительной роте заместителем командира по политической части. 
После службы Белов возвратился в редакцию газеты, в которой до 1994 года работал корреспондентом, заведующим отделом, обозревателем, заместителем главного редактора. С 1988 года — член Союза журналистов СССР. За границу первый раз поехал в Венгрию. В конце 1980-х годов опубликовал цикл статей о воинах-афганцах («Могу похвастать, что являюсь первооткрывателем этой темы и первый пробился через существующую тогда цензуру»). 
После увольнения из редакции газеты «Советская Чувашия» в 1994 году до 1996 года Белов — заместитель главного редактора чебоксарской «Вечерней газеты». В 1996—1998 — главный редактор газеты «Республика», после увольнения из которой выпускал чебоксарскую газету «Поединок». С 1998 по 2006 год Белов — главный редактор газеты «АиФ–Чувашия». 
Преподавал на факультете журналистики ЧГУ имени И. Н. Ульянова. По приглашению главного редактора Африкана Соловьёва с 2006 по 2013 год Белов — заместитель главного редактора газеты «Советская Чувашия», после увольнения из которой с 2013 года — руководитель чебоксарского бюро сетевого интернет-издания «Правда ПФО». После увольнения из «Советской Чувашии» Белов также работал собственным корреспондентом газеты КПРФ «Правда» (где был внештатным автором ещё в 1990-е годы) («когда меня уволили из „Советской Чувашии“, я стал собственным корреспондентом газеты „Правда“. Она была коммунистической, но мне же нужно было писать, публиковаться где-то. И поскольку они были согласны публиковать то, что я пишу, я там работал»). 
Белов имеет публикации в профессиональных журналах «Журналист», «Профессия — журналист». Автор и ведущий программы «Обзор местности» на чебоксарском телевизионном «Канале 5 плюс».
Главный редактор «Правда ПФО» Александр Белов первым рассказал, как глава Чувашской Республики Михаил Игнатьев издевался над пожарными во время церемонии вручения ключей от новых служебных машин, и о его призывах «мочить» журналистов и блогеров, критикующих власть. После этих публикаций Белов жаловался на угрозы.

## Семья и личная жизнь

### Семья
Дед Белова по материнской линии — Лейб-Давид Мошкович Штительман (род. 3 июня 1906) — энергетик, пенсионер союзного значения («Деда по материнской линии в 37-м дважды исключали из партии, дважды сажали, но оба раза выпускали. Он был уникальным энергетиком, и без него в городе аварии учащались.〈…〉 В сентябре 41-го, уже в Башкирии, дед получил именную телеграмму от Молотова: „Приказываю обеспечить энергоснабжение нефтяных приисков в течение трёх дней, иначе будете расстреляны по законам военного времени“. Дед очень гордился этим посланием»). Был членом КПСС, награждён советскими орденами.
Отец — Борис Белов («мой отец был самым настоящим диссидентом»). Учился в Саратове, написал дипломную работу по творчеству Александра Пушкина. Получил направление на Урал в вечернюю школу рабочей молодёжи; через год вернулся в Саратов, где познакомился с Зорей Штительман. Был инвалидом второй группы.
Мать — Зоря Уманская (урождённая Штительман) (род. 29 апреля 1932) — журналист («Дорожу мнением мамы. Очень важна её оценка. Мама живёт не с нами, но мы часто встречаемся, она в курсе всех дел, про всё знает»). Жила в Саратове, в которой училась в школе № 17; в 1950 году окончила факультет русской словесности Саратовского педагогического института. Живёт (2022) в городе Ашдод (Израиль). 
Дочь — Евгения Александровна Белова — окончила факультет иностранных языков Чувашского государственного педагогического университета имени И. Я. Яковлева («Пробовала себя на телевидении, но гены оказались „газетными“ — сотрудничала  практически со всеми изданиями, где я работал»). На 2007 год работала в редакции газеты «Советская Чувашия». 
Супруга — экономист, работает начальником планового отдела в издательстве. Тесть — чувашский крестьянин Гордей Петрович Петров (1906—1990) — участник Великой Отечественной войны, с декабря 1941 года — сапёр. Награждён медалями «За взятие Берлина» и «За освобождение Праги», дважды ранен.
Среди родственников А. Б. Белова — советский детский писатель Михаил Штительман (1911—1941) — двоюродный дядя (сын брата деда по материнской линии); его внук — Михаил Барановский (род. 24 мая 1963, Ростов-на-Дону) — писатель, сценарист и драматург, художник, журналист; живёт в Израиле (2014).
Другой дядя (сын брата деда по материнской линии — Зиновия) — Аркадий Ставицкий (1930—2020) — драматург и киносценарист.

### Убеждения и личная жизнь
Александр Белов бывает в Израиле у матери. Исповедует иудаизм.

## Критика и отзывы
Moygorod.online (2012): Александр Белов — «самый известный журналист Чувашии».

## Награды
- Лауреат премии Правительства Российской Федерации в области печатных средств массовой информации (2009)[5]
- Заслуженный работник культуры Чувашской Республики (2004)
- Почётная грамота Государственного совета Чувашской Республики
- Почётная грамота Министерства Российской Федерации по делам печати, телерадиовещания и средств массовых коммуникаций
- Лауреат Республиканской журналистской премии имени С. В. Эльгера (2006; премия Союза журналистов Чувашии)
- Памятный знак «300 лет российской прессы» (награда Союза журналистов России)
- Победитель чувашских республиканских конкурсов журналистов в номинации «Лучший журналист, освещающий проблемы социально-экономического развития Чувашии в средствах массовой информации Чувашской Республики»

## Работы
- Белов А. Б. Журналист, полиграфист, издатель. — Чебоксары: Волго-Вятский региональный центр «Ассоциация содействия вузам», 1996. — 108 с.